# Список аеропортів Норвегії

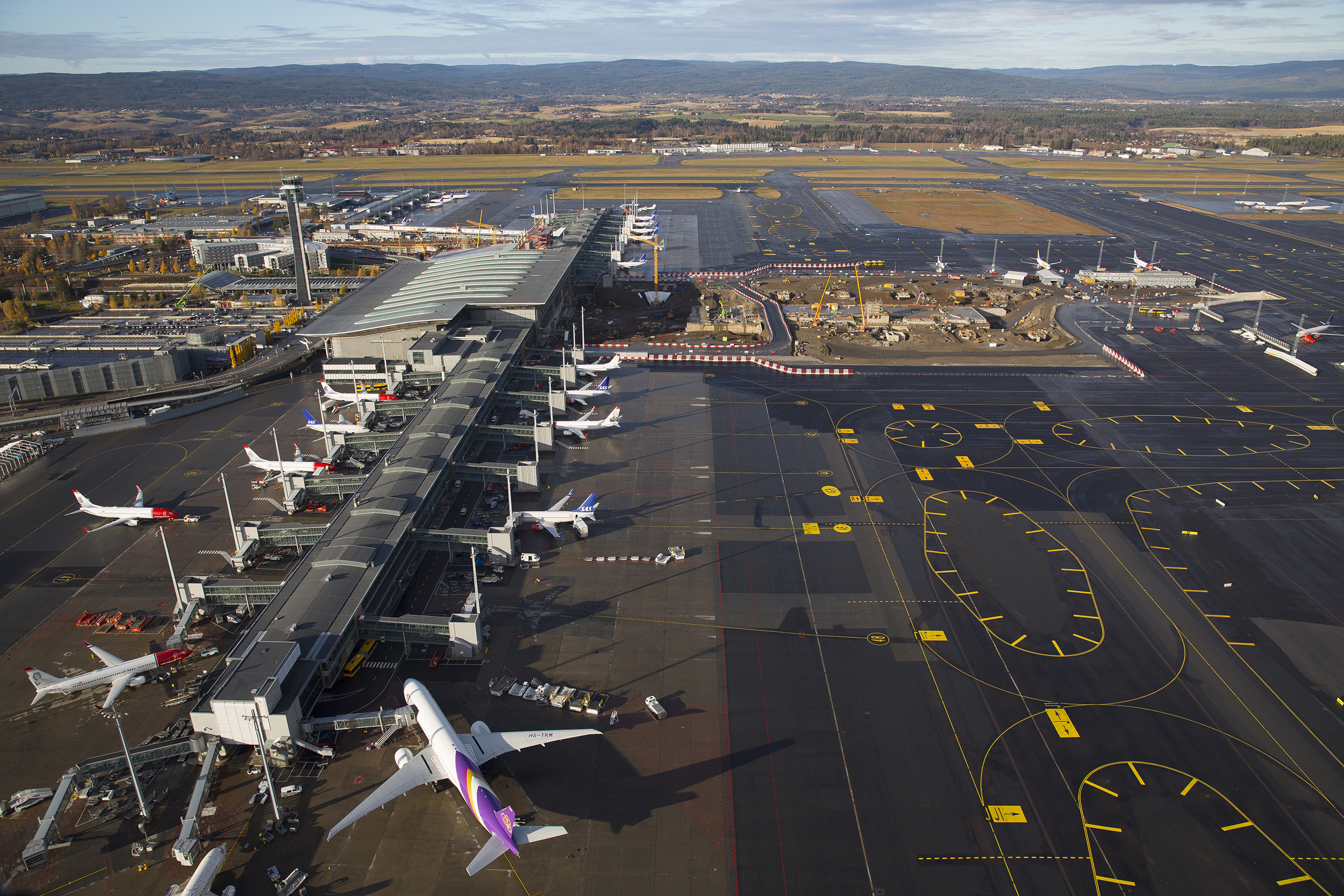
Аеропорт Осло Гардермуен є найбільш завантаженим аеропортом Норвегії

У Норвегії є 98 аеропортів, які сертифіковані або мають код аеропорту Міжнародної організації цивільної авіації (ICAO). 48 аеропортів забезпечують регулярні рейси, включаючи один вертодром Верьой. 45 із них належать уряду через оператора аеропорту Avinor. Регулярні аеропорти згруповані в основні аеропорти, які є достатньо великими, щоб обслуговувати реактивні літаки, та регіональні аеропорти, які можуть приймати лише регіональні літаки.
Аеропорти, які використовуються лише для авіації загального призначення (ЗА), належать муніципалітетам, авіаційним клубам і приватним компаніям. Останні включають деякі, які контролюються державою або муніципалітетами. Два належать збройним силам Норвегії. Королівські повітряні сили Норвегії мають десять аеровокзалів, які розташовані разом із основними аеропортами («спільними» аеропортами).

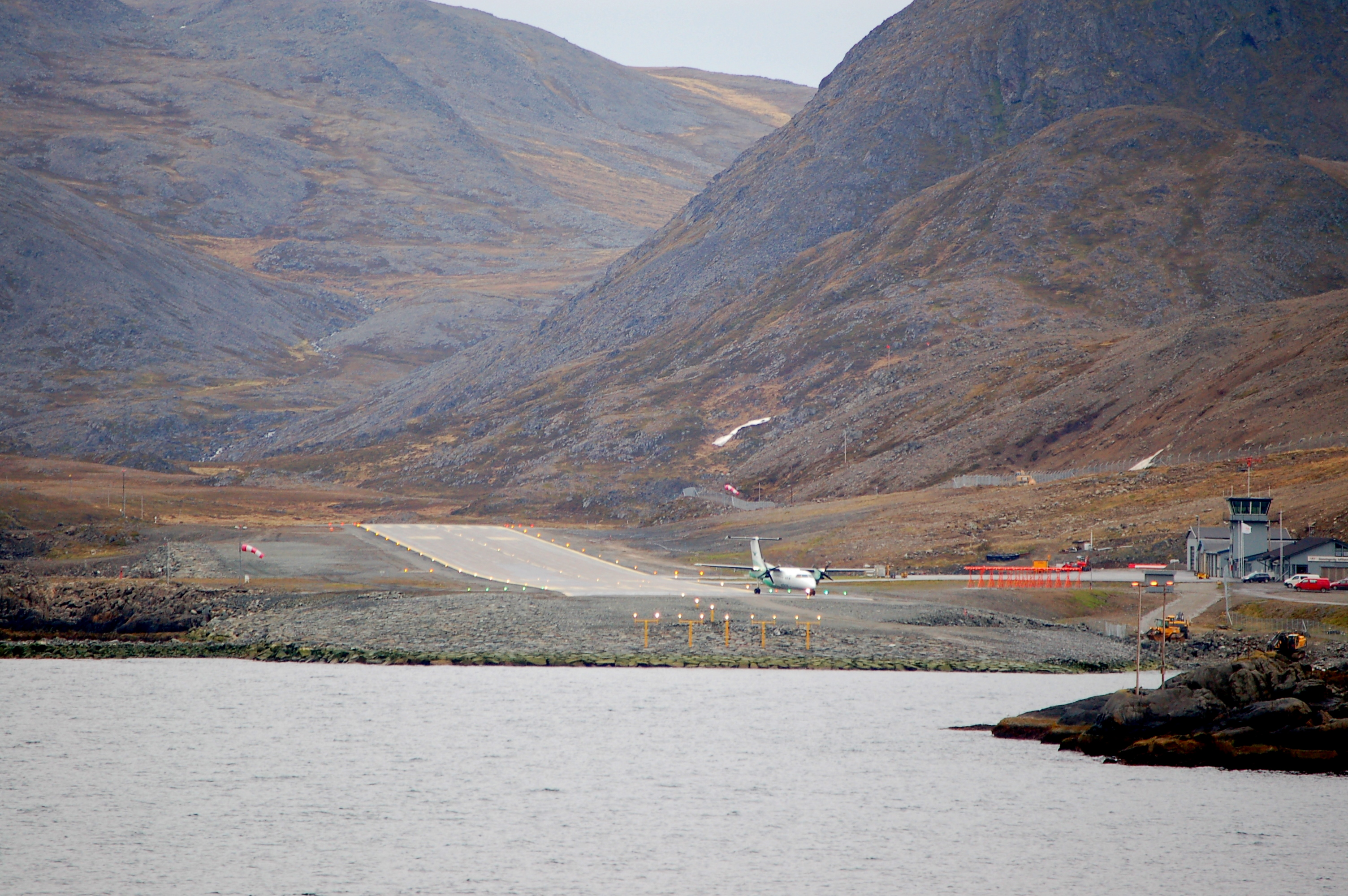
Літак de Havilland Canada Dash 8-100 of Widerøe у Honningsvåg Airport, Valan, одному із 29 регіональних аеропортів Норвегії

Аеропорт Осло-Гардермуен, є найбільш завантаженим аеропортом країни, приблизно половина з рейсів якого є міжнародними. Він був відкритий у 1998 році замість аеропорту Осло Форнебу і служить хабом для авіакомпаній Norwegian Air Shuttle, Scandinavian Airlines (SAS). За ним йдуть три інші великі аеропорти: Берген, Ставангер і Тронгейм. Вони діють як концентраційні міста для зазначених авіакомпаній. Наступні чотири аеропорти мають майже однакові розміри. Сандефьорд-Торп обслуговує недорогі авіакомпанії у Східній Норвегії та часто називається «Осло» такими авіакомпаніями, як Ryanair, WizzAir. Аеропорти Буде та Тромсе є вузловими пунктами в Північній Норвегії, звідки Widerøe здійснює рейси до регіональних аеропортів. Осло, Тронгейм і Берген мають аналогічну функцію в Південній Норвегії.

Карта поточних і закритих регулярних аеропортів у Норвегії

Норвегія є країною в Європі з найбільшою кількістю авіаперельотів на душу населення. Маршрути з Осло в Тронгейм, Берген і Ставангер входять до десятки найзавантаженіших у Європі. Причинами, що сприяють цьому, є низька щільність населення, складна географія та обмежена кількість населення у внутрішніх районах і на півночі, що разом призвело до поганої дорожньої та залізничної інфраструктури. Багато невеликих аеропортів мають короткі злітно-посадкові смуги, які дозволяють літати на коротких маршрутах лише невеликим літакам. Майбутня нестача сумісних літаків призвела до планів розширення деяких, закриття деяких (у поєднанні з покращенням доріг) і заміни кількох новими аеропортами.

## Аеропорти
У список входять аеропорти, схвалені CAA, а також аеропорти з кодом ICAO. Крім того, включено закриті наземні аеропорти, якщо вони або отримали коди ICAO, або вони обслуговували регулярні рейси. Вертодроми включені, лише якщо вони мають регулярні рейси та є частиною регіональної авіаційної системи. Водні аеродроми виключені.
Список містить назву аеропорту, місто, що обслуговується, і округ, у якому розташований аеропорт (який може відрізнятися від округу міста, що обслуговується). Типи аеропортів підрозділяються на головні аеропорти, регіональні аеропорти (один позначений як вертодром), військові (використовуються виключно збройними силами Норвегії), спільні (аеропорти з цивільним аеропортом і військовою авіабазою), ЗА (використовуються виключно для авіації загального призначення) і закриті аеропорти. За формою власності список складається з аеропортів, що належать Avinor, муніципальних аеропортів, аеропортів, що належать військовим, аеропортів, що належать авіаційним клубам, і приватної власності через компанію з обмеженою відповідальністю. У списку також зазначено код ICAO і код аеропорту Міжнародної асоціації повітряного транспорту (IATA). Вказана довжина найдовшої злітно-посадкової смуги (RWY). Дані про пасажирів наведені за 2016 рік і враховують як посадку, так і висадку пасажирів. Назви аеропортів, виділені жирним шрифтом, позначають аеропорти з регулярними рейсами комерційних авіаліній.
| Аеропорт                | Місто          | Фюльке          | Тип          | Власник    | Код ICAO      | Код IATA | Злітна смуга (м) | Злітна смуга (фт) | Пасажири.  |
| ----------------------- | -------------- | --------------- | ------------ | ---------- | ------------- | -------- | ---------------- | ----------------- | ---------- |
| Алта                    | Алта           | Фіннмарк        | Основний     | Avinor     | ENAT          | ALF      | 2 087            | 6 847             | 378 891    |
| Анноя                   | Анденес        | Нурланн         | Спільний     | Avinor     | ENAN          | ANX      | 2 468            | 8 097             | 61 510     |
| Арендал                 | Арендал        | Еуст-Агдер      | ЗА           | Приватний  | ENGK          | —        | 1 199            | 3 934             | —          |
| Бардуфосс               | Бардуфосс      | Трумс           | Спільний     | Avinor     | ENDU          | BDU      | 2 443            | 8 015             | 243 104    |
| Ботсферд                | Ботсфіорд      | Фіннмарк        | Регіональний | Avinor     | ENBS          | BJF      | 1 000            | 3 300             | 28 474     |
| Ботсферд (колишній)     | Ботсфіорд      | Фіннмарк        | Закритий     | Міський    | ENBS          | BJF      | 800              | 2 600             | —          |
| Берген                  | Берген         | Гордаланн       | Спільний     | Avinor     | ENBR          | BGO      | 2 990            | 9 810             | 6 113 452  |
| Берлевог                | Берлевог       | Фіннмарк        | Регіональний | Avinor     | ENBV          | BVG      | 919              | 3 015             | 14 043     |
| Б'юрлі                  | Бйорлі         | Оппланн         | ЗА           | Приватний  | ENLB          | —        | 835              | 2 740             | —          |
| Буде                    | Буде           | Нурланн         | Спільний     | Avinor     | ENBO          | BOO      | 3 394            | 11 135            | 1 831 407  |
| Брьонньосунн            | Брьонньосунн   | Нурланн         | Регіональний | Avinor     | ENBN          | BNN      | 1 199            | 3 934             | 118 344    |
| Вадсьо                  | Вадсьо         | Фіннмарк        | Регіональний | Avinor     | ENVD          | VDS      | 877              | 2 877             | 103 678    |
| Верьой                  | Верьой         | Нурланн         | Закритий     | Міський    | ENVR          | —        | 800              | 2 600             | —          |
| Верьой                  | Верьой         | Нурланн         | Геліпорт     | Avinor     | ENVR          | VRY      | —                | —                 | 8793       |
| Вардьо                  | Вардьо         | Фіннмарк        | Регіональний | Avinor     | ENSS          | VAW      | 1 130            | 3 710             | 30 107     |
| Вест-Телемарк           | Фюресдал       | Телемарк        | ЗА           | Приватний  | ENFY          | —        | 800              | 2 600             | —          |
| Восс                    | Восс           | Гордаланн       | ЗА           | Приватний  | ENBM          | —        | 1 000            | 3 300             | —          |
| Гамар                   | Гамар          | Гедмарк         | ЗА           | Міський    | ENHA          | HMR      | 944              | 3 097             | —          |
| Гаммерфест              | Гаммерфест     | Фіннмарк        | Регіональний | Avinor     | ENHF          | HFT      | 882              | 2 894             | 194 287    |
| Гарстад/Нарвік          | Гарстад/Нарвік | Нурланн         | Основний     | Avinor     | ENEV          | EVE      | 2 815            | 9 236             | 755 442    |
| Гасвік                  | Гасвік         | Фіннмарк        | Регіональний | Avinor     | ENHK          | HAA      | 970              | 3 180             | 22 607     |
| Гаттфьоллдаль           | Гаттфьоллдаль  | Нурланн         | ЗА           | Клубний    | ENHT          | —        | 715              | 2 346             | —          |
| Гаугесунн               | Гаугесунн      | Ругаланн        | Основний     | Avinor     | ENHD          | HAU      | 2 120            | 6 960             | 633 712    |
| Гокксунн                | Гокксунн       | Бускерюд        | ЗА           | Клубний    | ENHS          | —        | 630              | 2 070             | —          |
| Генефосс                | Генефосс       | Бускерюд        | ЗА           | Клубний    | ENEG          | —        | 1 765            | 5 791             | —          |
| Гоннігсвог              | Гоннігсвог     | Фіннмарк        | Регіональний | Avinor     | ENHV          | HVG      | 800              | 2 600             | 25 385     |
| Гуль                    | Гуль           | Бускерюд        | ЗА           | Клубний    | ENKL          | GLL      | 1 150            | 3 770             | —          |
| Грімсмуен               | Фоллдаль       | Гедмарк         | ЗА           | Клубний    | ENGN          | —        | 1 000            | 3 300             | —          |
| Докка                   | Докка          | Оппланн         | ЗА           | Приватний  | ENDO          | —        | 740              | 2 430             | —          |
| Ейлу                    | Ейлу           | Бускерюд        | ЗА           | Міський    | ENDI          | DLD      | 1 799            | 5 902             | —          |
| Ельмерум                | Ельмерум       | Гедмарк         | ЗА           | Клубний    | ENSM          | —        | 1 000            | 3 300             | —          |
| Енгельоя                | Енгельоя       | Нурланн         | ЗА           | Приватний  | ENEN          | —        | 1 200            | 3 900             | —          |
| Ерланн                  | Брекстад       | Треннелаг       | Спільний     | Міський    | ENOL          | OLA      | 2 714            | 8 904             | 4074       |
| Ерста-Волда             | Ерста/Волда    | Мере-ог-Ромсдал | Регіональний | Avinor     | ENOV          | HOV      | 866              | 2 841             | 111 278    |
| Естре-Ера               | Омут           | Гедмарк         | ЗА           | Клубний    | ENAE          | —        | 730              | 2 400             | —          |
| Каутокейно              | Каутокейно     | Фіннмарк        | ЗА           | Військовий | ENKA          | QKX      | 1 200            | 3 900             | —          |
| Кіркенес                | Кіркенес       | Фіннмарк        | Основний     | Avinor     | ENKR          | KKN      | 1 905            | 6 250             | 318 194    |
| К'єллер                 | Ліллестрьом    | Акерсгус        | Військовий   | Військовий | ENKJ          | —        | 1 600            | 5 200             | —          |
| Крістіансанн            | Крістіансанн   | Вест-Агдер      | Основний     | Avinor     | ENCN          | KRS      | 1 990            | 6 530             | 1 031 048  |
| Крістіансунн            | Крістіансунн   | Мере-ог-Ромсдал | Основний     | Avinor     | ENKB          | KSU      | 2 390            | 7 840             | 299 710    |
| Лаксельв                | Лаксельв       | Фіннмарк        | Спільний     | Avinor     | ENNA          | LKL      | 2 784            | 9 134             | 60 979     |
| Ларвік                  | Ларвік         | Вестфолл        | Закритий     | Клубний    | ENFZ          | —        | 0                | 0                 | —          |
| Лекнес                  | Лекнес         | Нурланн         | Регіональний | Avinor     | ENLK          | LKN      | 878              | 2 881             | 136 746    |
| Лунде                   | Лунде          | Телемарк        | ЗА           | Клубний    | ENLU          | —        | 700              | 2 300             | —          |
| Мегамн                  | Мегамн         | Фіннмарк        | Регіональний | Avinor     | ENMH          | MEH      | 880              | 2 890             | 23 794     |
| Му-і-Рана               | Му-і-Рана      | Нурланн         | Регіональний | Avinor     | ENRA          | MQN      | 841              | 2 759             | 120 239    |
| Молде                   | Молде          | Мере-ог-Ромсдал | Основний     | Avinor     | ENML          | MOL      | 1 980            | 6 500             | 478 475    |
| Мушеен                  | Мушеен         | Нурланн         | Регіональний | Avinor     | ENMS          | MJF      | 919              | 3 015             | 73 919     |
| Мосс                    | Мосс           | Естфолл         | Військовий   | Військовий | ENRY          | RYG      | 2 900            | 9 500             | 0          |
| Намсус                  | Намсус         | Треннелаг       | Регіональний | Avinor     | ENNM          | OSY      | 838              | 2 749             | 37 260     |
| Нарвік                  | Нарвік         | Нурланн         | Регіональний | Avinor     | ENNK          | NVK      | 909              | 2 982             | 6957       |
| Нутодден                | Нутодден       | Телемарк        | Регіональний | Міський    | ENNO          | NTB      | 1 393            | 4 570             | 2477       |
| Ню-Олесунн-Гамнераббен  | Ню-Олесунн     | Шпіцберген      | ЗА           | Приватний  | ENAS          | —        | 800              | 2 600             | —          |
| Оппдал                  | Оппдал         | Треннелаг       | ЗА           | Приватний  | ENOP          | —        | 1 000            | 3 300             | —          |
| Олесунн                 | Олесунн        | Мере-ог-Ромсдал | Основний     | Avinor     | ENAL          | AES      | 2 314            | 7 592             | 1 077 009  |
| Осло-Форнебу (колишній) | Осло           | Акерсгус        | Закритий     | Avinor     | ENFB          | FBU      | 0                | 0                 | —          |
| Осло-Гардермуен         | Осло           | Акерсгус        | Спільний     | Avinor     | ENGM          | OSL      | 3 600            | 11 800            | 27 482 486 |
| Осло-Торп               | Саннефіорд     | Вестфолл        | Основний     | Приватний  | ENTO          | TRF      | 2 950            | 9 680             | 1 965 558  |
| Раккестад               | Раккестад      | Естфолл         | ЗА           | Приватний  | ENRK          | —        | 860              | 2 820             | —          |
| Рейнсволл               | Рейнсволл      | Оппланн         | ЗА           | Клубний    | ENRV          | —        | 610              | 2 000             | —          |
| Рінгебу                 | Рінгебу        | Оппланн         | ЗА           | Клубний    | ENRI          | —        | 800              | 2 600             | —          |
| Ронан                   | Ронан          | Нурланн         | ЗА           | Клубний    | ENRG          | —        | 580              | 1 900             | —          |
| Рьорус                  | Рьорус         | Треннелаг       | Регіональний | Avinor     | ENRO          | RRS      | 1 720            | 5 640             | 24 473     |
| Рьорвік                 | Рьорвік        | Треннелаг       | Регіональний | Avinor     | ENRM          | RVK      | 880              | 2 890             | 42 510     |
| Рьост                   | Рьост          | Нурланн         | Регіональний | Avinor     | ENRS          | RET      | 880              | 2 890             | 15 631     |
| Саланген                | Саланген       | Трумс           | ЗА           | Приватний  | ENLV          | —        | 500              | 1 600             | —          |
| Сандане                 | Сандане        | Согн-ог-Ф'юране | Регіональний | Avinor     | ENSD          | SDN      | 840              | 2 760             | 44 900     |
| Саннесшеен              | Саннесшеен     | Нурланн         | Регіональний | Avinor     | ENST          | SSJ      | 1 086            | 3 563             | 86 676     |
| Сноса                   | Сноса          | Треннелаг       | ЗА           | Приватний  | ENGS          | —        | 590              | 1 940             | —          |
| Согндал                 | Согндал        | Согн-ог-Ф'юране | Регіональний | Avinor     | ENSG          | SOG      | 943              | 3 094             | 91 145     |
| Серйошен                | Серйошен       | Трумс           | Регіональний | Avinor     | Шаблон:AIP NO | SOJ      | 919              | 3 015             | 22 256     |
| Ставангер-Форус         | Ставангер      | Ругаланн        | Закритий     | Приватний  | ENFO          | —        | 0                | 0                 | —          |
| Ставангер               | Ставангер      | Ругаланн        | Спільний     | Avinor     | ENZV          | SVG      | 2 556            | 8 386             | 4 178 241  |
| Стокмаркнес             | Стокмаркнес    | Нурланн         | Регіональний | Avinor     | ENSK          | SKN      | 886              | 2 907             | 120 692    |
| Сторд                   | Лейрвік        | Гордаланн       | Регіональний | Міський    | ENSO          | SRP      | 1 460            | 4 790             | 35 021     |
| Сунндалсера             | Сунндалсера    | Мере-ог-Ромсдал | ЗА           | Клубний    | ENSU          | —        | 500              | 1 600             | —          |
| Свальбард               | Лонг'їр        | Шпіцберген      | Основний     | Avinor     | ENSB          | LYR      | 2 323            | 7 621             | 169 278    |
| Свеа                    | Свеагрува      | Шпіцберген      | ЗА           | Приватний  | ENSA          | —        | 800              | 2 600             | —          |
| Сволвер                 | Сволвер        | Нурланн         | Регіональний | Avinor     | ENSH          | SVJ      | 857              | 2 812             | 107 144    |
| Тенсберг                | Тенсберг       | Вестфолл        | ЗА           | Приватний  | ENJB          | —        | 800              | 2 600             | —          |
| Тромсе                  | Тромсе         | Трумс           | Основний     | Avinor     | ENTC          | TOS      | 2 392            | 7 848             | 2 271 748  |
| Тронгейм-Ладе           | Тронгейм       | Треннелаг       | Закритий     | Міський    | —             | —        | 0                | 0                 | —          |
| Тронгейм                | Тронгейм       | Треннелаг       | Спільний     | Avinor     | ENVA          | TRD      | 2 759            | 9 052             | 4 428 897  |
| Трюсіль                 | Трюсіль        | Гедмарк         | ЗА           | Клубний    | ENTS          | —        | 800              | 2 600             | —          |
| Тюнсет                  | Тюнсет         | Гедмарк         | ЗА           | Приватний  | ENTY          | —        | 940              | 3 080             | —          |
| Ус                      | Ус             | Гордаланн       | ЗА           | Клубний    | ENUL          | —        | 600              | 2 000             | —          |
| Фагернес                | Фагернес       | Оппланн         | ЗА           | Avinor     | ENFG          | VDB      | 2 060            | 6 760             | 3073       |
| Фарсунн                 | Фарсунн        | Вест-Агдер      | ЗА           | Приватний  | ENLI          | FAN      | 2 990            | 9 810             | —          |
| Флурьо                  | Флурьо         | Согн-ог-Ф'юране | Регіональний | Avinor     | ENFL          | FRO      | 1 199            | 3 934             | 140 891    |
| Фьорде                  | Фьорде         | Согн-ог-Ф'юране | Регіональний | Avinor     | ENBL          | FDE      | 940              | 3 080             | 85 479     |
| Фьорде-Ойран            | Фьорде         | Согн-ог-Ф'юране | Закритий     | Міський    | ENFD          | FDE      | 800              | 2 600             | —          |
| Фрьоя                   | Сістранда      | Треннелаг       | ЗА           | Приватний  | ENFA          | —        | 730              | 2 400             | —          |
| Ші                      | Ші             | Акерсгус        | ЗА           | Клубний    | ENSI          | —        | 600              | 2 000             | —          |
| Шієн                    | Шієн           | Телемарк        | Регіональний | Міський    | ENSN          | SKE      | 1 400            | 4 600             | 0          |
| Ян Маєнсфілд            | Олонкінбуен    | Ян-Маєн         | Військовий   | Військовий | ENJA          | —        | 1 500            | 4 900             | —          |